# Bert de Meijer
Bert de Meijer (15 december 1966) is een voormalig voetballer van Ajax, Telstar, PEC Zwolle '82, BVV Den Bosch en FC Haarlem.

## Statistieken
| Seizoen | Club           | Land      | Competitie     | Wed. | Goals |
| ------- | -------------- | --------- | -------------- | ---- | ----- |
| 1983/84 | Ajax           | Nederland | Eredivisie     | 1    | 0     |
| 1986/87 | Telstar        | Nederland | Eerste divisie | 4    | 0     |
| 1987/88 | PEC Zwolle '82 | Nederland | Eredivisie     | 20   | 1     |
| 1988/89 | PEC Zwolle '82 | Nederland | Eredivisie     | 27   | 1     |
| 1989/90 | BVV Den Bosch  | Nederland | Eredivisie     | 31   | 2     |
| 1990/91 | FC Haarlem     | Nederland | Eerste divisie | 21   | 1     |
| 1991/92 | FC Haarlem     | Nederland | Eerste divisie | 29   | 0     |
| Totaal  | Totaal         | Totaal    | Totaal         | 133  | 5     |